# 淡徳三郎
淡 徳三郎（だん とくさぶろう、1901年8月15日 - 1977年5月20日）は、日本の社会評論家。

## 来歴
大阪府出身。京都帝国大学卒。筆名・馬込健之助。学生運動のリーダーとなり、京都学連事件、三・一五事件で検挙される。1935年、皆川治広の開設した思想犯保護団体大孝塾の特派員としてフランスに渡る。戦後ソ連に抑留され、48年帰国。平和擁護日本委員会理事など。1952年の第25回衆議院議員総選挙に東京3区から出馬するが落選。1958年にはアジア・アフリカ作家会議の世話役を務めた。

## 著書
- 『独裁政治論』上野書店、1929.
- 『戦争と自由』改造社、1941.
- 『三つの敗戦』時事通信社、1948.
- 『解放 狂喜の夜八月二十四日』北隆館、1949.
- 『抵抗(レジスタンス) ナチ占領下のフランス』創芸社、1949. のち青木文庫
- 『敗戦の祖国を愛す』北隆館、1949.
- 『革命の悲劇 パリ・コンミュン史』改造社、1950.「パリ・コンミュン史」法政大学出版局
- 『人類・祖国・階級』北隆館、1950
- 『社会思想入門』1951. 青木文庫
- 『平和の理論』1953. 青木文庫
- 『アルジェリア問題 フランスはよろめく』1958. 理論社新書
- 『アルジェリア革命』弘文堂、1960. のち刀江書院
- 『アルジェリア解放戦争 FLN(国民解放戦線)の七年半』1962. 青木新書
- 『レジスタンス 第二次大戦におけるフランス市民の対独抵抗史』新人物往来社、1970.

### 共著編
- 『愛国者の道』蜷川新・大山郁夫・清水幾太郎共著、1952. 青木文庫
- 『ヴェトナム 被圧迫民族が闘いとった勝利の源泉』和田敏明共著、1954. 青木新書

### 翻訳
- ジャン・ジョーレス、ポール・ラファルグ共著『史的理想主義と史的唯物論 ジョーレスとラファルグとの論爭』同人社書店、1928.
- ラツサルレ『憲法の本質』白揚社、1930.
- アンナ・ルイズ・ストロング『ボローヂン脱出記』改造社、1930.
- リャザーノフほか著『共産主義の戀愛・結婚・家族論 その理論と・その具體的展望』大衆公論社、1931.
- クロポトキン『仏蘭西革命史』1931. 改造文庫  「フランス革命史」青木文庫
- クラウゼヴィッツ『戦争論』馬込健之助訳. 南北書院、1932. のち岩波文庫
- 『レーニンはクラウゼヴィッツ『戦争論』を如何に読んだか? レーニンの哲学ノートより』馬込健之助訳、南北書院、1932
- ローゼンブリュム、ブロンシュテイン共著『石油問題』直井武夫共訳. 福田書房、1934.
- ローゼンベルグ『資本論註解』全4巻、直井武夫共訳. 改造社、1933-35.
- 『クラヴチェンコ事件の全貌』編訳、中央公論社、1949.
- カール・マルクス『マルクス・資本論遺稿 直接的生産過程の諸結論』研進社、1949.
- ルイ・アラゴンほか著『愛と死の肖像 フランス殉難者の記録』訳編. 青銅社、1950.　のち青木文庫
- ジョセフ・ケッセル、ルイ・アラゴン、ルイ・マルタン=ショッフィエ、ピエル・デイ著『抵抗者』訳編. 創芸社、1951.
- イリヤ・エーレンブルグ『パリ陥落』成田精太共訳. 万里閣、1951.
- アンリ・ミシェル（フランス語版）著『レジスタンスの歴史』白水社・文庫クセジュ　1952
- ジャン・ラフィット（フランス語版）『ローズ・フランス』青木書店、1952.
- ジョリオ・キューリー『生命と幸福のために』大月書店、1955.
- 『劇作 ネクラソフ、サルトル全集 第17巻』人文書院、1956.
- ロジェ・ガロディー『自由』青木書店、唯物論叢書　1956
- モリアンヌ『祖国に反逆する アルジェリア革命とフランスの青年』編訳 1960. 三一新書
- P.M.ド・ラ・ゴルス『ド・ゴール 米ソに挑戦する巨人』徳間書店、1965.

## 参考
- 日本人名大事典: